# ورزشگاه ده لا مینو
ورزشگاه ده لا مینو (فرانسوی: Stade de la Meinau‎) یک ورزشگاه فوتبال در شهر استراسبورگ، فرانسه است.
این ورزشگاه که در سال ۱۹۱۴ تأسیس شده دارای ۲۷٬۵۰۰ نفر ظرفیت می‌باشد و یکی از ورزشگاه‌های جام جهانی فوتبال ۱۹۳۸ بوده‌است.

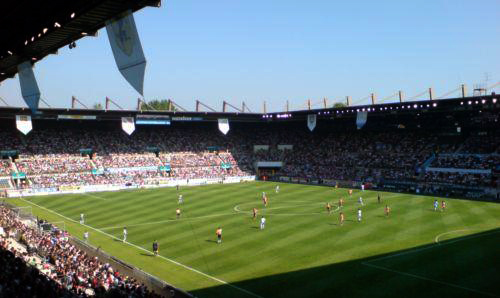